# ولسوالی سرکانی
سرکانی  یکی از ولسوالی‌های ولایت کنر در جنوب خاوری افغانستان است. جمعیت این ناحیه نزدیک به ۲۴،۰۸۰ نفر اعلام شده است.

## منبع‌ها
- مشارکت‌کنندگان ویکی‌پدیا. «Kunar Province». در دانشنامهٔ ویکی‌پدیای انگلیسی، بازبینی‌شده در ۲۱ بهمن ۱۳۹۰ خورشیدی.